# مجلس الامتحانات الوطني للسلامة والصحة المهنية
مجلس الامتحانات الوطني للسلامة والصحة المهنية (NEBOSH): هو مجلس فحص مستقل مقره المملكة المتحدة، ويقدم مؤهلات مهنية في مجال الصحة والسلامة والممارسات البيئية والإدارة. تأسس عام 1979 وتمتع بمكانة خيرية. يقدم مجموعة من المؤهلات من المستوى التمهيدي إلى المستوى المهني. حصل حوالي 180.000 شخص حول العالم على مؤهل مجلس الامتحانات الوطني للسلامة والصحة المهنية اعتبارا من عام 2014.
لا يقدم مجلس الامتحانات الوطني للسلامة والصحة المهنية دورات؛ بل يطور مناهجاً لمؤهلاته ويضع طرق التقييم، مثل الامتحانات والدورات الدراسية العملية. يتم تقديم الدورات من قبل مقدمي الدورات المعتمدة من  مجلس الامتحانات الوطني للسلامة والصحة المهنية.
تجتذب الدورات التي تؤدي إلى مؤهلات مجلس الامتحانات الوطني للسلامة والصحة المهنية أكثر من 50.000 مرشح سنويًا ويتم تقديمها من قبل أكثر من 600 من مقدمي الدورات في 40 دولة حول العالم. وفي عام 2015/2014 تم إجراء ما يقارب 180.000 تقييم مجلس الامتحانات الوطني للسلامة والصحة المهنية في 132 دولة.
يتم الاعتراف بمؤهلات مجلس الامتحانات الوطني للسلامة والصحة المهنية من قبل هيئات العضوية المهنية ذات الصلة بما في ذلك مؤسسة السلامة والصحة المهنية (IOSH)، المعهد الدولي لإدارة المخاطر والسلامة (IIRSM)،  معهد الإدارة والتقييم البيئي (IEMA), المعهد القانوني للصحة البيئية (CIEH).تحافظ مجلس الامتحانات الوطني للسلامة والصحة المهنية على معيار (investors in peopl)(IPP)، وهي حاصلة أيضا على شهادة (ISO 9001).
في عام 2014 حصل مجلس الامتحانات الوطني للسلامة والصحة المهنية على جائزة الملكة لأفضل انجاز في التجارة الدولية.

## الخلفية
```
في عام 1974، وضع قانون الصحة والسلامة في العمل المبادئ العامة لإدارة الصحة والسلامة في العمل في 
بريطانيا
.
[
3
]
 أدى هذا التشريع، إلى جانب إنشاء هيئة الصحة والسلامة التنفيذية (HSE) ولجنة الصحة والسلامة (HSC) (التي تم دمجها الآن)، إلى زيادة التركيز على السلامة والصحة المهنيتين من قبل أرباب العمل في المملكة المتحدة من منتصف السبعينيات فصاعدًا.
[
4
]
 ونتيجة لذلك، أصبح دور مسؤول الصحة والسلامة ومدير الصحة والسلامة أكثر انتشارًا في أماكن العمل البريطانية.
```

لتلبية الحاجة إلى توفير المؤهلات المهنية في مجال السلامة والصحة المهنية، تم تأسيس مجلس الامتحانات الوطني للسلامة والصحة المهنية في سبتمبر 1979، وتعمل من مكاتب IOSH في ليستر.
في ذلك الوقت، حدد مجلس الامتحانات الوطني للسلامة والصحة المهنية، بقيادة الرئيس المؤسس البروفيسور ريتشارد بوث، هدفه الأساسي: «تحسين جودة وكمية الأشخاص ذوي المؤهلات المهنية في السلامة والصحة المهنيتين».
يقع مقر مجلس الامتحانات الوطني للسلامة والصحة المهنية في ليسترشاير في حي Blaby ، جنوب غرب ليستر، قبالة الطريق الدائري A563 Leicester..

## التاريخ
تم إجراء أول امتحانات مستوى مجلس الامتحانات الوطني للسلامة والصحة المهنية ومستوى الأعضاء في يونيو 1980. جلس المرشحون خمس أوراق.  القانون؛  العلوم السلوكية  تقنيات إدارة السلامة؛  الصحة والنظافة المهنية والعلوم العامة.  بحلول أكتوبر 1981، ازدادت عضوية مجلس مجلس الامتحانات الوطني للسلامة والصحة المهنية وتضمنت ممثلين عن الإدارات الحكومية في معهد الصحة والسلامة المهنية في المملكة المتحدة، والمؤسسات التعليمية المختلفة والجمعية الملكية للوقاية من الحوادث (ROSPA). بدأ الاعتراف بمؤهلات مجلس الامتحانات الوطني للسلامة والصحة المهنية ينمو أيضًا في هذا الوقت.  في يونيو 1982، سجل 140 شخصًا للحصول على شهادة المستوى العادي مجلس الامتحانات الوطني للسلامة والصحة المهنية و84 للحصول على شهادة المستوى العالي. 
بحلول عام 1986، زاد مجلس مجلس الامتحانات الوطني للسلامة والصحة المهنية عدد جلسات الفحص السنوي من دورتين إلى ثلاث.  في فبراير 1987، قدم مجلس الامتحانات الوطني للسلامة والصحة المهنية هيكل مؤهل جديد، والذي تضمن شهادة وشهادة دبلوم.في عام 1988 تم تغيير مؤهل مستوى الدبلوم ليشمل أربعة امتحانات لمدة 3 ساعات وإكمال دراسة حالة.  حقق المرشحون الذين سجلوا أكثر من 75 ٪ تمييزًا.
في أوائل التسعينات، بدأمجلس الامتحانات الوطني للسلامة والصحة المهنية في فصل نفسه رسميًا عن IOSH.  في مارس 1992، تم دمج مجلس الامتحانات الوطني للسلامة والصحة المهنية كشركة محدودة مع (Companies House). في أبريل 1992، سجل مجلس الامتحانات الوطني للسلامة والصحة المهنية كمؤسسة خيرية لدى مفوضية المؤسسات الخيرية ثم عينت أول رئيس تنفيذي لها، مارتن شاتلوورث، بعد شهرين.  في ديسمبر 1992 تم إطلاق شهادة دبلوم مجلس الامتحانات الوطني للسلامة والصحة المهنية التخصصية البيئية، تليها بوقت قصير  شهادة البناء مجلس الامتحانات الوطني للسلامة والصحة المهنية.  في يونيو 1997، قدممجلس الامتحانات الوطني للسلامة والصحة المهنية«علامة ائتمان» لإظهار درجة عالية في امتحان - يترتب تحت «تمييز». تم تقديم الدبلوم المكون من جزأين في يونيو 1998. نقل مجلس الامتحانات الوطني للسلامة والصحة المهنية مكاتبه إلى" Meridian Business Park "، في ليستر في 1999.
تولى ستيفن فيكرز منصب الرئيس التنفيذي مجلس الامتحانات الوطني للسلامة والصحة المهنية في أبريل 2000. وبعد ستة أشهر، قامت هيئة المؤهلات والمناهج (QCA) – تسمى الآن مكتب منظم المؤهلات والامتحانات (OFQUAL) باعتماد مجلس الامتحانات الوطني للسلامة والصحة المهنية كهيئة مانحة.  في مارس 2001، تم تقديم خطابات تعيين لحاملي جوائزمجلس الامتحانات الوطني للسلامة والصحة المهنية ذات المستوى الأعلى.  في سبتمبر 2001، بعد ما يقرب من 22 عامًا من تشكيل مجلس الامتحانات الوطني للسلامة والصحة المهنية، أصبحت "Dolores Lavander "من West Midlands Fire Service (WMFS) المرشح رقم 50.000 للقيام بفحص مجلس الامتحانات الوطني للسلامة والصحة المهنية وعُقد عرض بمناسبة هذه المناسبة في مقر (WMFS).
وعُقد عرض بمناسبة هذه المناسبة في مقر WMFS.  تم إطلاق مؤهلين جديدين، وهما شهادة حريقمجلس الامتحانات الوطني للسلامة والصحة المهنية وشهادة مجلس الامتحانات الوطني للسلامة والصحة المهنية الدولية العامة في مارس 2005. تولى الرئيس التنفيذي الحاليمجلس الامتحانات الوطني للسلامة والصحة المهنية تيريزا بودورث دورها في مارس 2006. بعد ذلك بشهرين، تم حفل التخرج الأول في مجلس الامتحانات الوطني للسلامة والصحة المهنية في جامعة وارويك.  تم تحقيق علامة بارزة أخرى في يونيو 2006 عندما تم منح الشهادة رقم 100.000 من مجلس الامتحانات الوطني للسلامة والصحة المهنية العامة لديفيد مارش. في أكتوبر 2006، نقل مجلس الامتحانات الوطني للسلامة والصحة المهنية مكاتبه إلى موقعه الحالي وهو" 5 Dominus Way ، Meridian Business Park ، Leicester ". تم افتتاح المبنى الجديد رسميًا من قبل وزيرة الصحة آنذاك، باتريشيا هيويت.  تم مراجعة شهادة دبلوم مجلس الامتحانات الوطني للسلامة والصحة المهنية التخصصية البيئية وأعيدت تسميتها إلى شهادة دبلوم مجلس الامتحانات الوطني للسلامة والصحة المهنية في الإدارة البيئية في سبتمبر 2008. يمكن لأولئك الحاصلين على هذا المؤهل التقدم بطلب عضوية في معهد الإدارة البيئية والتقييم (IEMA).  في عام 2009، قدم مجلس مجلس الامتحانات الوطني للسلامة والصحة المهنية مؤهلين جديدين – شهادة دبلوم مجلس الامتحانات الوطني للسلامة والصحة المهنية العالمية  وشهادة مجلس الامتحانات الوطني للسلامة والصحة المهنية البيئية.  في عام 2010، تم إطلاق أربعة مؤهلات أخرى – جائزة مجلس الامتحانات الوطني للسلامة والصحة المهنية في الصحة والسلامة في العمل، وشهادة مجلس الامتحانات الوطني للسلامة والصحة المهنية للصحة والرفاهية، وشهادة مجلس الامتحانات الوطني للسلامة والصحة المهنية الدولية للبناء وشهادة مجلس الامتحانات الوطني للسلامة والصحة المهنية التقنية الدولية في السلامة التشغيلية للنفط والغاز. 
في عام 2011 طور مجلس الامتحانات الوطني للسلامة والصحة المهنية بالإضافة إلى هيئات مهنية بريطانية ودولية أخرى مخطط سجل مستشاري السلامة والصحة المهنية (OSHCR)،  وهو مخطط يوفر سجلًا مركزيًا لخبراء الصحة والسلامة المؤهلين للشركات وأصحاب العمل لتسهيل  البحث عن أماكن عمل خاصة بهم واستئجارها.
في عام 2014، بدأ مجلس الامتحانات الوطني للسلامة والصحة المهنية في تقديم درجة الماجستير القائمة على البحث بالاشتراك مع جامعة هال، مع منح الدرجات الأولى في عام 2015. وفي العام نفسه تم تطوير درجة الماجستير التي تم تدريسها مع خيارات للتركيز على واحد أو أكثر من تخصصات الصحة المهنية،  إدارة السلامة والبيئة.
في عام 2014، بدأمجلس الامتحانات الوطني للسلامة والصحة المهنية العمل مع مسؤول الصحة والسلامة (HSE) لتقديم مؤهل على مستوى الدراسات العليا لمفتشي الصحة والسلامة الجديدة المسؤولين عن تطبيق قانون السلامة في المملكة المتحدة.

## المناهج
(كتب دراسية معتمدة)
- للحصول على الشهادة العامة الوطنية للصحة والسلامة المهنية _ Introduction to Health and Safety at Work ISBN 9780415723084 .
- للحصول على الشهادة الوطنية في صحة وسلامة البناء _ Introduction to Health and Safety in Construction ISBN 9780415824361 .
- للحصول على الشهادة الفنية لمجلس الامتحانات الوطني للسلامة والصحة المهنية الدولية في السلامة التشغيلية للنفط والغاز _ A Guide to the International Technical .Certificate in Oil and Gas Operational Safety
- للحصول على الشهادة العامة الدولية في الصحة والسلامة المهنية_ International Health and Safety at Work ISBN 9781138831308
- للحصول على مؤهل الصحة والسلامة في العمل _ NEBOSH Award in Health and Safety at Work in Arabic .
- للحصول على شهادة في الإدارة البيئية _ Introduction to Environmental Management [8]

## المؤهلات
هناك أربع فئات من مؤهلات مجلس الامتحانات الوطني للسلامة والصحة المهنية: الجائزة والشهادة والدبلوم ودرجة الماجستير.
1. تمنح الجائزة الوعي ومقدمة لمؤهلات مجلس الامتحانات الوطني للسلامة والصحة المهنية الأخرى.
2. تعتبر المؤهلات على مستوى الشهادة أساسًا ممتازًا للمديرين والمشرفين والأشخاص في بداية مهنة في الصحة والسلامة.
3. تثبت مؤهلات مستوى الدبلوم المعرفة المهنية للموضوع المغطى.
4. تُظهر درجات الماجستير التي يتم تقديمها بالشراكة مع جامعة هل التعلم عالي المستوى.

## الجوائز
- مجلس الامتحانات الوطني للسلامة والصحة المهنية، الصحة والسلامة والتأهيل في العمل.
- التوعية البيئية مجلس الامتحانات الوطني للسلامة والصحة المهنية في مؤهل العمل.
- مجلس الامتحانات الوطني للسلامة والصحة المهنية، الصحة والسلامة والبيئة في تأهيل الصناعات العملية.

## حفل التخرج والجوائز السنوية
منذ عام 2006، تمت دعوة المرشحين الحاصلين على تأهيل مجلس الامتحانات الوطني للسلامة والصحة المهنية على مستوى الدبلوم لحضور حفل التخرج السنوي، والذي يقام تقليديًا في جامعة Warwick. في يونيو 2010، حضر أكثر من 1200 شخص هذا الحدث لرؤية أكثر من 350 شخصًا يحصلون على شهاداتهم.
كما يتم تقديم جوائز أفضل مرشح في الحفل السنوي للمرشحين الذين حصلوا على أعلى الدرجات في السنة لجميع المؤهلات على مستوى الشهادة ومؤهلات الدبلوم ولكل وحدة منفصلة (أ، ب، ج، د) من NEBOSH National Diploma. هذه معترف بها في التقرير السنوي.

## روابط خارجية
- Official website
- History of NEBOSH
- History of IOSH